# Cahal Pech
Cahal Pech è un sito della civiltà Maya situato vicino alla città di San Ignacio nel distretto di Cayo in Belize. Situato sopra una collina, il sito era sede del palazzo di una famiglia importante. Nonostante la sua struttura più importante risalga al Periodo Classico, il sito era già abitato nel 900 a.C., durante il periodo medio pre-classico e ciò fa di Cahal Pech uno dei più antichi siti maya del Belize occidentale. Il sito sovrasta le rive del fiume Macal, occupando una posizione strategica che permette la vista in direzione della confluenza del Macal con il fiume Mopan. Si sviluppa attorno a un'acropoli centrale ed è formato da 34 costruzioni. Il tempio più alto misura 25 metri. Il sito venne abbandonato nel IX secolo d.C. per ragioni sconosciute.
Cahal Pech, che significa “posto delle zecche”, fu chiamato così negli anni cinquanta, all'epoca dei primi studi archeologici sul sito incolto condotti da Linton Satterthwaite del Museo di archeologia e antropologia della University of Pennsylvania. Oggi è una riserva archeologica e ospita un piccolo museo di manufatti rinvenuti in occasione di scavi tuttora in corso.
Gli scavi preliminari iniziarono nel 1988. Il restauro fu completato nel 2000 sotto la guida del Professor Jaime Awe, direttore del NICH, l'Istituto nazionale di archeologia del Belize.
Nelle vicinanze si trovano anche i siti maya di Xunantunich e di Chaa Creek.

## Galleria d'immagini

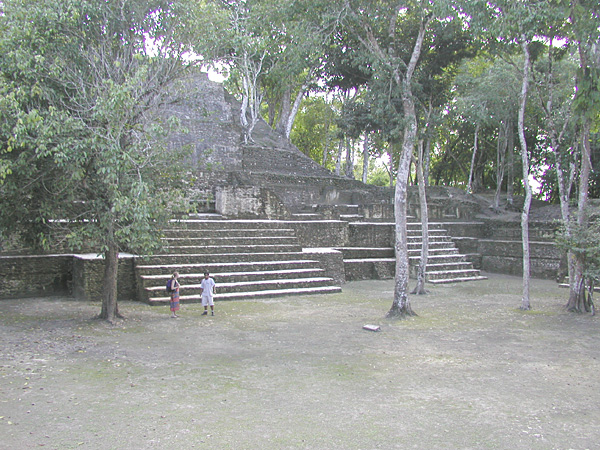
Cortile principale
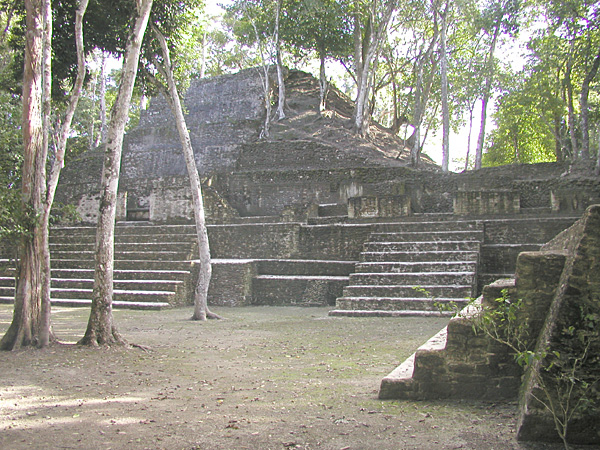
Cortile principale
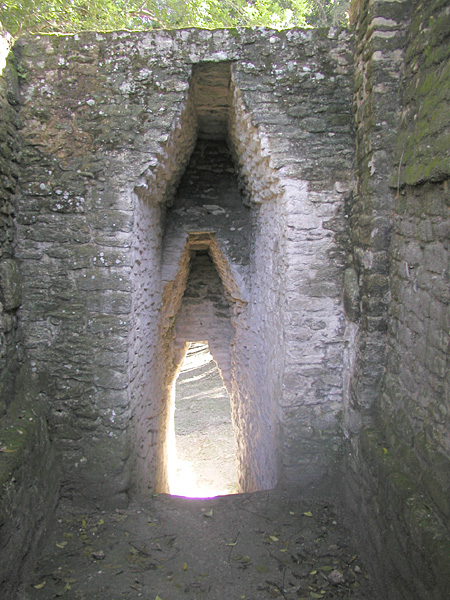
Passaggio
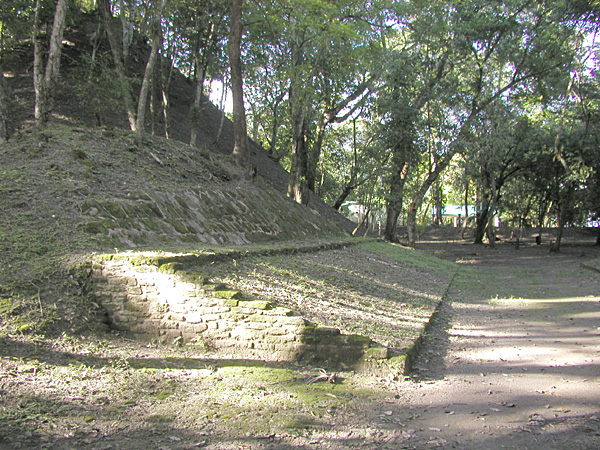
Resti di un campo da gioco della palla